# Deloitte Touche Tohmatsu
Deloitte Touche Tohmatsu este unul dintre cei mai mari jucători de consultanță fiscală și audit la nivel global. Bazele companiei au fost puse în anul 1845 când William Welch Deloitte și-a deschis biroul de contabilitate în Basinghall Street, Londra.
Deloitte este parte a grupului internațional de profil Big Four, care reunește cele mai mari patru firme de consultanță, alături de KPMG, Ernst & Young și PricewaterhouseCoopers.
Număr de angajați în 2008: 145.500
Cifra de afaceri în 2007: 23,1 miliarde USD (14,6 miliarde Euro)

## Deloitte Touche Tohmatsu în România
În România, compania este prezentă din anul 1992 și are peste 600 angajați în trei birouri din București, Cluj-Napoca și Timișoara.
Cifra de afaceri în 2007: 18 milioane Euro
În anul 2024, cu peste 3.400 de profesioniști, Deloitte România oferă o gamă largă de servicii, inclusiv audit, consultanță fiscală, servicii juridice, consultanță în management și financiară, managementul riscului, soluții de servicii externalizate, consultanță în tehnologie și alte servicii adiacente.